# ایستگاه متروی شهید اشرفی اصفهانی
ایستگاه متروی شهید اشرفی اصفهانی یکی از ایستگاه‌های خط ۶ مترو تهران است که در تقاطع بزرگراه اشرفی اصفهانی و خیابان پیامبر واقع شده‌است. این ایستگاه در ۲۶ اسفند ۱۳۹۹ تأسیس شده‌است.

## نگارخانه

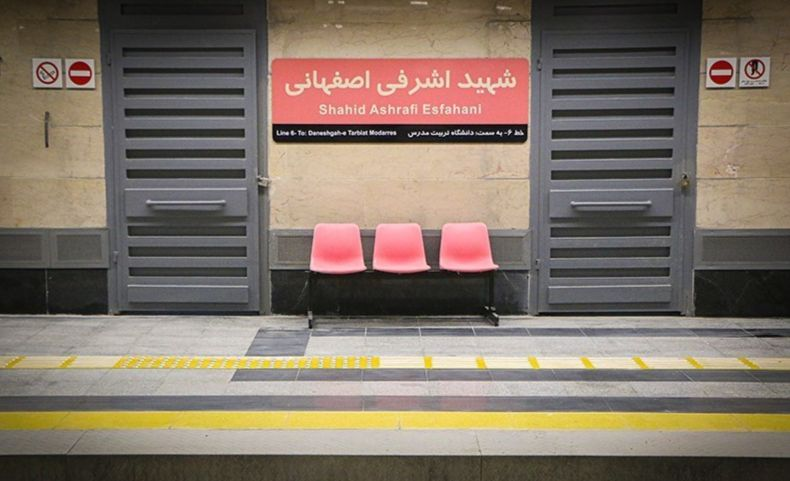
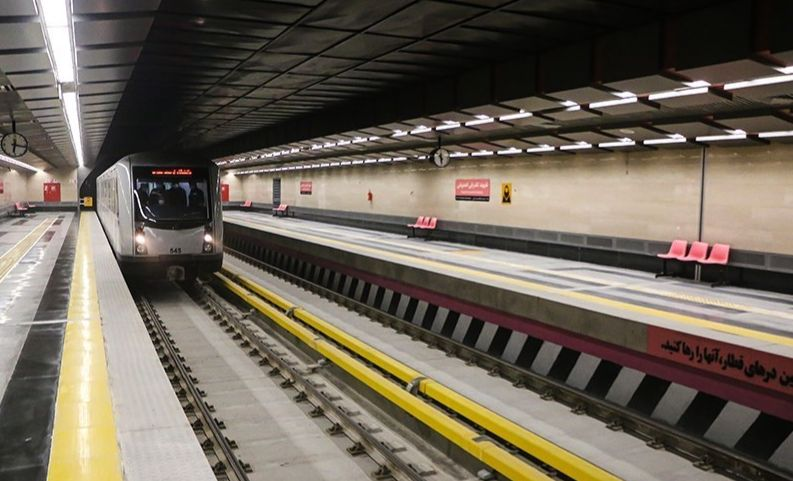
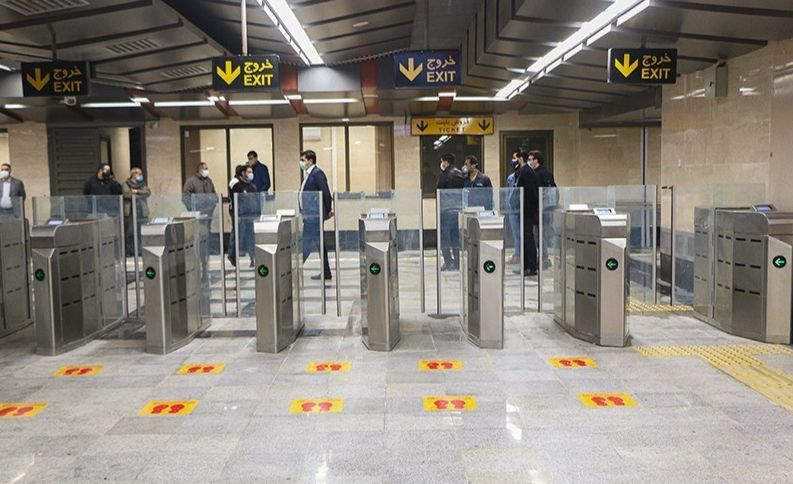

## پیوند بیرون
- ایستگاه متروی شهید اشرفی اصفهانی در وبگاه متروی تهران